# Sphenomorphus malayanum
Espèce
Synonymes
- Lygosoma malayanum Doria, 1888
- Sphenomorphus malayanus (Doria, 1888)

Sphenomorphus malayanum est une espèce de sauriens de la famille des Scincidae.

## Répartition
Cette espèce se rencontre :
- au Viêt Nam ;
- en Malaisie péninsulaire ;
- en Indonésie sur l'île de Sumatra.

## Publication originale
- Doria, 1888 : Note Erpetologiche - Alcuni nuovi Sauri raccolti in Sumatra dal Dr. O. Beccari. Annali del Museo Civico di Storia Naturale di Genova, sér. 2, vol. 6, p. 646-652 (texte intégral).